# Kongbap

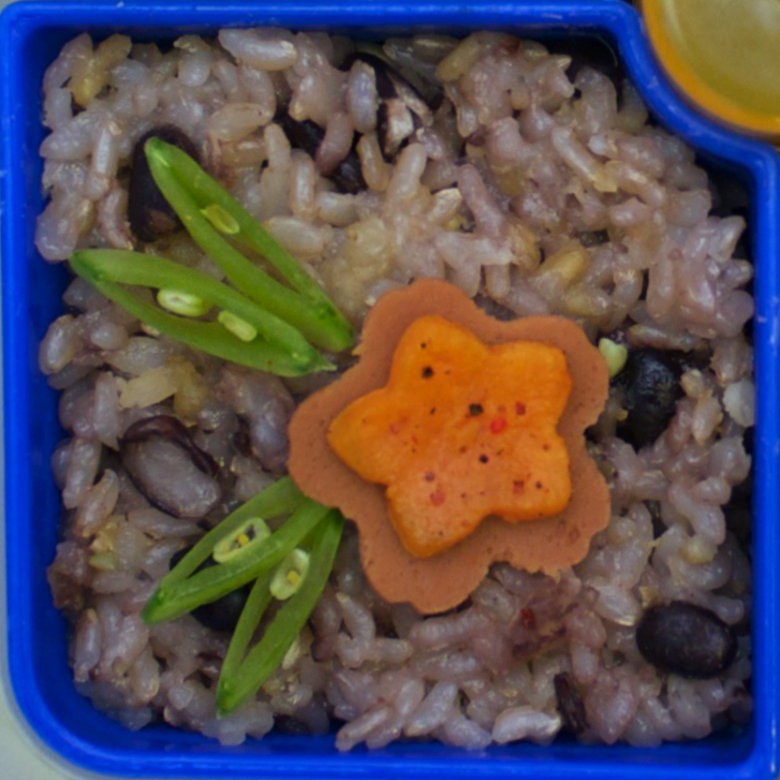
Kongbap

Kongbap is de naam van een gerecht uit de Koreaanse keuken waarbij witte rijst wordt gemixt en gekookt met één of meer soorten bonen, en soms ook andere granen. De betekenis is dan ook letterlijk 'bonenrijst'. Het wordt bij een maaltijd gegeten in plaats van de standaard witte rijst.
Veel gebruikte bonen voor het vervaardigen van kongbap zijn; groene erwten, zwarte sojabonen, coixzaden, zwarte plak rijst, boekweit en sorghum. Voordat het geheel gekookt wordt, laat men de mix van rijst en bonen vaak eerst een paar uur weken in water. Op deze manier worden de bonen zacht genoeg om gegeten te kunnen worden.
Hoewel men er het over het algemeen over eens is dat kongbap een gezond gerecht is, wordt het niet vaak geserveerd in Koreaanse restaurants. Kongbap wordt namelijk geassocieerd met gevangenschap, want kongbap was lange tijd het standaardvoedsel in Koreaanse gevangenissen. De Koreaanse zin "Kongbap meokda" (콩밥 먹다, Kongbap eten) kan vertaald worden als "gevangenzitten".